# Liu Hongyang

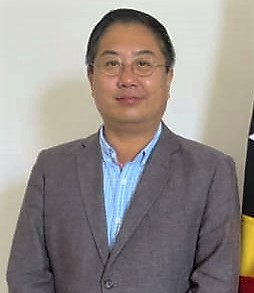
Liu Hongyang (2016)

Liu Hongyang (chinesisch 刘洪洋, Pinyin Liú Hóngyáng);  ist ein Diplomat der Volksrepublik China.

## Werdegang

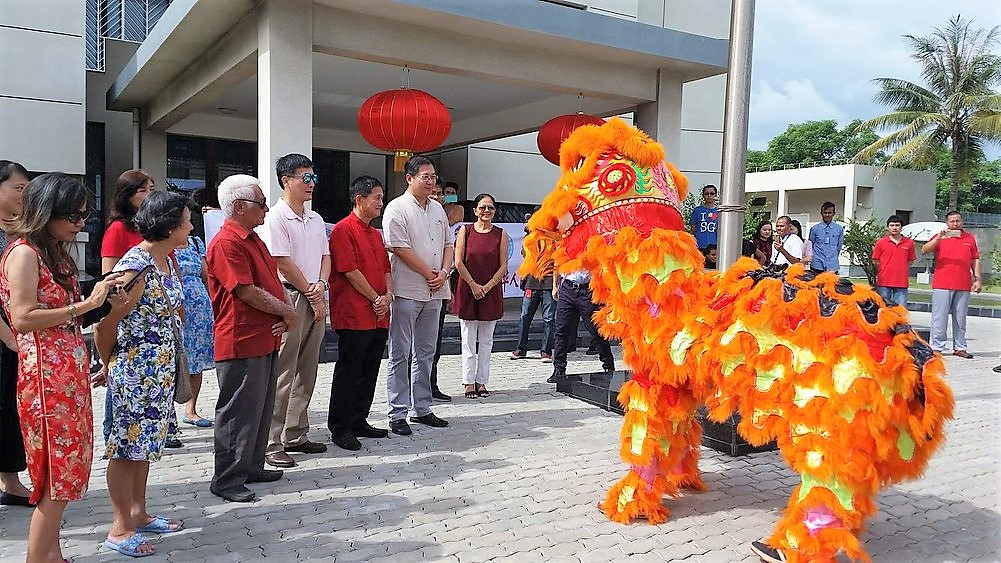
Chinesisches Neujahrsfest 2018 an der Botschaft in Dili

An der Pekinger Fremdsprachenuniversität und der China Foreign Affairs University machte Liu Bachelor-Abschlüsse in Literatur und Recht.
Liu hatte verschiedene Posten inne an den chinesischen Botschaften in Äthiopien und Singapur und an der Ständigen Vertretung Chinas bei den Vereinten Nationen. Außerdem war er tätig im Außenministerium im Amt für Konsularische Angelegenheiten und im Amt für Internationale Organisationen und Konferenzen und in der Regierung der Stadt Yinchuan (Provinz Ningxia).
Von 2005 bis 2009 war Liu Berater im Amt für Internationale Organisationen und Konferenzen des chinesischen Außenministeriums. Dem folgte bis 2013 ein Posten als Gesandter-Botschaftsrat an der chinesischen Botschaft in Deutschland. Von 2013 bis 2015 war Liu dann Gesandter-Botschaftsrat an der chinesischen Botschaft in Indonesien.
2015 wurde zum Botschafter der Volksrepublik China in Osttimor ernannt. Er war damit Nachfolger von Tian Guangfeng, der mehr als drei Jahre das Amt innehatte. Am 14. Juli 2015 übergab er seine Akkreditierung an Osttimors Präsident Taur Matan Ruak. 2018 wurde Liu von Xiao Jianguo abgelöst.

## Privates
Liu ist verheiratet und hat eine Tochter.